# Kradibia cowani
Kradibia cowani är en stekelart som beskrevs av Saunders 1883. Kradibia cowani ingår i släktet Kradibia och familjen fikonsteklar. Inga underarter finns listade i Catalogue of Life.